# Cálculo de risco
Cálculo de risco pode ser definido como a tentativa de se medir o grau de incerteza na obtenção do retorno esperado em uma determinada aplicação financeira ou investimento realizado. Dessa forma, os investimentos podem ser classificados como de baixo, médio e alto risco. Geralmente, investimentos de baixo risco apresentam um maior nível de segurança ao investidor, mas em contrapartida costumam ter um retorno menor. Investimentos de alto risco, por outro lado, podem trazer um retorno mais alto, mas com um grau muito maior de incerteza, podendo até mesmo trazer prejuízos aos investidores.

## Tipos de risco
Risco, em geral, pode ser definido como a probabilidade de ocorrência de alguns acontecimentos desfavoráveis
O risco do investimento está relacionado com a probabilidade da obtenção de um retorno menor que o retorno esperado – quanto maior for a probabilidade da obtenção de retornos baixos ou negativos, maior risco terá o investimento
A taxa de retorno esperada de um investimento é o valor esperado da distribuição de probabilidade dos possíveis retornos;
Investidores racionais detêm portfolios de ativos com risco, mas estão mais preocupados com o risco da carteira do que com o risco de cada um dos ativos.
{\displaystyle {\text{Risco total}}={\text{Risco não sistêmico ou específico}}+{\text{Risco sistêmico ou de mercado}}}
Risco sistêmico ou de mercado é um tipo de risco que afeta todas as empresas em geral e não é passível de ser reduzido pela diversificação. Diz respeito à incerteza da inflação, da política monetária e orçamental, às mudanças conjunturais. Como é um risco que não pode ser combatido pela estratégia da diversificação, o acionista para fazer aplicações na empresa, em alternativa aos títulos do tesouro (taxa sem risco), vai exigir uma remuneração adicional pelo risco de mercado que incorre. É de fácil entendimento pois está relacionado com a variação do valor dos ativos. É o risco de ganhar ou perder montantes financeiros pela simples mudança dos preços dos ativos no mercado financeiro. Para exemplificar, considere um investidor que adquiriu 1000 ações preferenciais da Petrobrás ao preço unitário de R$ 45,00, desembolsando portanto R$ 45.000,00. Quanto esta carteira valerá ao final do dia de amanhã, dada a variação no valor  desta ação? Como o valor dos ativos negociados é determinado pelo mercado, a incerteza em relação ao valor futuro (que pode representar perdas ou ganhos) do ativo  é o que caracteriza então o risco de mercado.
O risco de mercado decorre da interferência de uma série de fatores, tais como:
- Alteração na taxa de juros;
- Divulgação de indicadores econômicos: inflação, crescimento, poupança, confiança do consumidor;
- Crises políticas, escândalos, denuncias;
- Crises financeiras ou bancárias, nacionais ou internacionais;
- Guerras, revolução, atentados terroristas;
- Grande oscilações nos mercados internacionais;
- Mudanças de ordem política, alteração de ministérios importantes;
- Alteração nas alíquotas de imposto pelo governo;
- Aceitação pelo mercado de colocação de títulos públicos;
- Classificação do risco do país pelos organismos internacionais;
- Resultados de pesquisas de intenção de votos em períodos eleitorais.

O risco do capital próprio investido na empresa reflete o risco sistêmico ou de mercado, que, por sua vez,  pode ser decomposto em:
- Risco do negócio, ligado à gestão de exploração da empresa
- Risco financeiro, associado à estrutura financeira
O risco específico de um ativo, que é medido pelo desvio padrão dos retornos, só é relevante para os ativos quando detidos isoladamente. Quando os ativos são agrupados numa carteira, o risco relevante é o risco de mercado, isto é, a contribuição do ativo para o risco da carteira.
O risco específico de um ativo pode ser medido
- pela variância dos retornos

- pelo seu desvio padrão, ou ainda

- pelo coeficiente de variação, sendo esta a medida  mais utilizada para comparar o risco de ativos diferentes

A taxa de retorno esperada de uma carteira é a média ponderada dos retornos esperados dos ativos da carteira, mas o desvio-padrão da carteira não é a média ponderada dos desvios-padrão dos ativos da carteira;
Se os ativos que constituem a carteira não estiverem positivamente correlacionados, o agrupamento de ativos numa carteira, em geral, reduz o risco.
O risco de um ativo tem dois componentes: o risco específico, que pode ser eliminado atrás da diversificação, e o risco de mercado, que não pode ser eliminado por diversificação;
Uma carteira eficiente é aquela que oferece um maior retorno para um determinado nível de risco ou, o menor risco, para um dado retorno.
Risco específico ou não sistêmico é aquele que envolve uma empresa específica e, eventualmente, os seus concorrentes mais diretos. Este é um tipo de risco que pode ser reduzido através de uma carteira diversificada. Uma empresa que siga uma estratégia de diversificação vai eliminando aos poucos o risco específico dos seus negócios, ficando, em última análise, sujeita apenas ao risco de mercado. Esta estratégia empresarial não cria valor para o acionista; cria sim valor para outros grupos sociais tais como gestores, trabalhadores e credores pois diminui-lhes o risco específico para o qual não tinham proteção antes da diversificação. A única forma de criação de valor para o acionista é investir em projectos com rendibilidade superior ao custo de oportunidade do capital.
A carteira óptima para um investidor é definida pela tangente entre as carteiras eficientes e a curva de indiferença do investidor.
Risco de crédito pode referir-se  à possível incapacidade de uma instituição financeira responsável pela emissão de títulos de valores mobiliários de honrar os compromissos assumidos com investidores. O default pode ser causado por problemas financeiros oriundos de má gestão, dificuldades com planos econômicos,  obrigações contratuais que não foram cumpridas pela contraparte, etc.
Já avaliação do risco nos financiamentos bancários para empresas baseia-se em indicadores de quantitativos e qualitativos para avaliar o risco de crédito das empresas. Os indicadores quantitativos centram-se na avaliação da empresa no período de referência, considerando seu desempenho passado e sua solidez financeira. Os indicadores qualitativos têm cada vez maior peso  no resultado final da análise. Numa economia globalizada e em permanente mudança, o sucesso obtido no passado não garante o sucesso de projetos futuros. Assim, os indicadores de ordem qualitativa incluem a expectativa do banco sobre o sucesso da empresa no futuro próximo, considerando a qualidade de gestão, a capacidade dos gerentes de enfrentar desafios, a capacidade de inovação tecnológica, a formação profissional dos seus colaboradores ou mesmo a riqueza dos acionistas da empresa.
Risco de negócio pode ser definido como a incerteza inerente às projeções do resultado operacional, ou seja, o resultado antes de impostos e encargos financeiros (resultado econômico de exploração). O risco de negócio varia de empresa para empresa e varia ao longo do tempo, a depender de vários factores, como sejam:
1. 	Instabilidade da procura: quanto maior for a estabilidade da procura menor será o risco do negócio;
2.	Volatilidade do preço: quanto maior for a variabilidade do preço maior será o risco;
3. 	Volatilidade dos custos dos fatores: quanto mais  incerta for a previsão da evolução dos preços de aquisição dos insumos e da mão de obra, tanto mais arriscado é o negócio;
4. 	Repercussão dos aumentos dos custos nos preços de venda: em uma conjuntura inflacionária,  este item é da maior importância. Quanto mais difícil for prever a repercussão  das variações dos custos dos factores no preço de venda, maior será o risco de negócio;
5.	Dimensão dos custos fixos: quanto maior for o peso dos custos fixos, maior será o risco do negócio, na medida em que a queda da procura tem um impacto mais que proporcional no resultado operacional.
Algumas decisões podem ser tomadas nas empresas para reduzir o risco do negócio, como, por exemplo:
a) 	A política de marketing pode ser utilizada para reduzir a variabilidade da demanda e a volatilidade dos preços;
b) 	As negociações de contratos com os fornecedores e com os clientes,  as pressões sobre o governo ou ainda, a utilização do mercado de futuros podem ajudar a estabilizar os preços de venda e de compra.

## Grau de alavancagem operacional (GAO)
O grau de alavancagem operacional é um indicador utilizado para medir o risco do negócio da empresa. Quanto maior for o GAO, tanto maior será o risco do negócio. Por outras palavras, um alto grau de alavancagem operacional para uma empresa significa que uma pequena variação do seu volume de vendas ocasionará uma grande alteração dos seus  resultados operacionais.
Sendo:
Q 	= 	quantidade vendida e produzida

p 	= 	preço unitário de venda

V 	= 	valor das vendas = Q x p

c 	= 	custo variável unitário

CV	= 	custo variável total = Q x c

CF 	= 	custo fixo total

MB	 = 	margem bruta de contribuição = V – CV

Ro 	= 	resultado operacional = V - CV – CF

Δ	= 	variação

em que
Ro = V - CV - CF  sendo

MB = V - CV	(1)

e

Ro = Qp - Qc - CF	(2)
Como, por definição, o grau de alavancagem operacional GAO é a variação percentual dos resultados operacionais, face a uma variação do volume de atividade, tem-se:
GAO =  Δ % Ro : Δ % Q =
GAO =  Δ Ro : Ro  (3)
ΔQ : Q
E como
Δ Ro = ΔQ ( p - c )		(4)
substituindo (2) e (4) em (3), vem
GAO  =  Δ Q ( p - c)  : ( Qp - Qc - CF )
Δ Q : Q

{\displaystyle GAO={\frac {Q(p-c)}{Q(p-c)-CF}}}

{\displaystyle GAO={\frac {MB}{Ro}}}
Qual a utilidade do conhecimento do grau de alavancagem operacional para o gestor financeiro? A resposta é simples: o gestor financeiro tem toda a vantagem em conhecer, à partida, qual o impacto de uma potencial mudança nas vendas sobre os resultados operacionais. Algumas vezes, em consequência deste conhecimento, a empresa pode operar algumas alterações na sua política de preços ou na estrutura dos seus custos.
Em geral, as empresas não apreciam trabalhar com altos graus de alavancagem operacional, pois, facilmente, uma pequena variação nas vendas pode provocar resultados operacionais negativos.
Observe-se que o grau de alavancagem operacional é tanto mais elevado quanto mais próximo se encontrar o volume de vendas da empresa do seu ponto morto econômico ou ponto crítico das vendas.
Daí que, alguns autores, para analisarem o risco de negócio, prefiram trabalhar com a noção de ponto crítico (valor de vendas para o qual a empresa tem resultado nulo) e de margem de segurança (percentagem de queda das vendas que faz a empresa entrar no ponto crítico).

## O risco financeiro e o grau de alavancagem financeira
O risco financeiro é o risco adicional que os acionistas correm, derivado da utilização de endividamento. Se o grau de alavancagem operacional indica a variação percentual dos resultados operacionais em face da variação percentual das vendas, o grau de alavancagem financeira indica a variação percentual dos resultados líquidos por ação (resultados disponíveis para o acionista) face à variação percentual dos resultados operacionais.
O grau de alavancagem financeira (GAF) é obtido por decisão, por escolha de uma de entre várias alternativas de financiamento possíveis, enquanto que, na maior parte das vezes, o GAO é inerente ao negócio.
Seja

	Ro 	= resultados operacionais

	Rl 	= resultados líquidos

	N 	= número de acções

	t 	= taxa de imposto sobre os lucros (IRC)

	RPA 	= resultado líquido por acção 

	CV 	= custo variável total 

	CF 	= custo fixo total

	V	= proveitos totais

	Ef 	= custos financeiros

	Δ 	= variação

GAF =  Δ % RPA:Δ % Ro
GAF =  Δ RPA : RPA / Δ Ro : Ro
e
RPA = Rl / N = [ ( Ro - Ef ) . ( 1 - t ) ] / N
Sendo, Ef constante,
ΔRPA =  [ΔRo ( 1 - t ) ÷ N ]
e
Δ % RPA =   ΔRo ( 1 - t ) / N 
( Ro - Ef ) . ( 1 - t ) / N
Δ % RPA	= Δ Ro / ( Ro - Ef )
Ou seja:

GAF =   Δ Ro   /  ( Ro - Ef ) 
Δ Ro  / Ro

o que, simplificando, vem

GAF = Ro / (Ro - Ef)
ou seja,

GAF  =	  V - CV - CF 
V - CV - CF - Ef

O ponto de indiferença entre duas alternativas de financiamento pode ser determinado, matematicamente, da seguinte forma:
( Ro (1,2) – Ef (1) ) . ( 1 – t ) – Dp =
N1
( Ro (1,2) – Ef (2) ) . ( 1 – t ) – Dp2
N2

sendo,
	Ro (1,2)	=	o ponto de indiferença dos resultados operacionais;
	Ef (1) , Ef (2)	=	os juros pagos, anualmente, em cada uma das hipóteses de financiamento;
	Dp (1), Dp (2)	=	os dividendos preferenciais liquidados em cada uma das hipóteses de financiamento;
	t	=	a taxa de imposto sobre os lucros;
	N1, N2	= 	número de ações comuns emitidas em cada uma das alternativas.
O risco financeiro envolve, não só a possível insolvência, mas também a variabilidade dos resultados por ação que é induzida pelo uso da alavancagem financeira; à medida que aumenta a dimensão dos custos fixos do financiamento na estrutura de custos, aumenta a probabilidade de falência, pois a variabilidade dos resultados operacionais é ampliada ao nível dos resultados por ação. O risco financeiro envolve também a dispersão dos resultados por ação.

## O grau de alavancagem combinada
É possível medir o efeito combinado das duas alavancas anteriormente apresentadas.
O grau de alavancagem combinada (GAC) pode ser definido como a capacidade da empresa em usar custos fixos, tanto operacionais como financeiros, para aumentar o efeito de variação das vendas, nos resultados por ação. Mede, assim, a sensibilidade dos resultados por ação às variações do volume de vendas.
Forma de cálculo:
{\displaystyle GAC} = {\displaystyle GAO} x {\displaystyle GAF}
Ou seja:
{\displaystyle GAC} = {\displaystyle {\frac {Q(p-c)}{Q(p-c)-CF}}} x {\displaystyle {\frac {Q(p-c)-CF}{Q(p-c)-CF-Ef}}}

o que, simplificando, dá:

{\displaystyle GAC} = {\displaystyle {\frac {Q(p-c)}{Q(p-c)-CF-Ef}}}
ou seja:
{\displaystyle GAC} = {\displaystyle {\frac {V-CV}{V-CV-CF-Ef}}}
Esta é uma importante medida do risco global da empresa, incluindo, naturalmente o risco específico, que o acionista pode eliminar através da diversificação.
A alavancagem operacional e a alavancagem financeira podem ser combinadas de diferentes formas de modo a obter um grau de alavancagem combinada ou total desejável e, portanto, um apropriado nível de risco total da empresa; alto risco de negócio pode ser suportado por um baixo risco financeiro e vice-versa.

## O efeito de alavanca financeira na análise do risco financeiro
A rendibilidade dos capitais próprios é afetada pela estrutura de capital utilizada e pelo grau de alavanca financeira. Por grau de alavanca financeira entende-se o efeito das políticas financeiras sobre a rendibilidade dos capitais próprios.
O efeito de alavanca financeira pode ser determinado pelo produto do efeito dos encargos financeiros com o múltiplo da estrutura financeira.

{\displaystyle {\frac {RC}{CP}}} × {\displaystyle {\frac {AE}{CP}}} > 1

{\displaystyle {\frac {RC}{CP}}}  Efeito dos Encargo Financeiros

{\displaystyle {\frac {AE}{CP}}}  Múltiplo da Estrutura Financeira

Sendo que:
RC - Resultado Corrente
CP - Capitais Próprios
AE - Ativo Econômico
Conclui-se que o endividamento é favorável desde que da conjugação daqueles rácios resulte um efeito de alavanca superior a 1.
Face ao exposto sobre o risco financeiro é possível concluir que:
- o recurso ao endividamento aumenta normalmente a expectativa de rendibilidade dos capitais próprios, desde que a rentabilidade do ativo se preveja superior ao custo do capital alheio;
- o desvio padrão da rendibilidade do ativo é uma medida do risco do negócio enquanto que o desvio padrão da rendibilidade do capital próprio é uma medida de risco assumida pelos acionistas;
- o desvio padrão da rendibilidade do capital próprio será sempre maior ou igual ao desvio padrão da rendibilidade do ativo, sendo que se a empresa não recorrer ao endividamento será igual.
- o risco resultante da politica financeira pode ser calculado pela diferença entre o desvio padrão  da rendibilidade do capital próprio e o desvio padrão  e o desvio padrão da rendibilidade do ativo.

O desvio padrão da rendibilidade dos capitais próprios representa o risco total em que os acionistas incorrem ao investirem na empresa, sendo no entanto possível diminuir este risco através da diversificação. No entanto qualquer decisão no sentido de aumentar o efeito de alavanca aumenta o o desvio padrão da rendibilidade dos capitais próprios.